# Licor Carmelitano

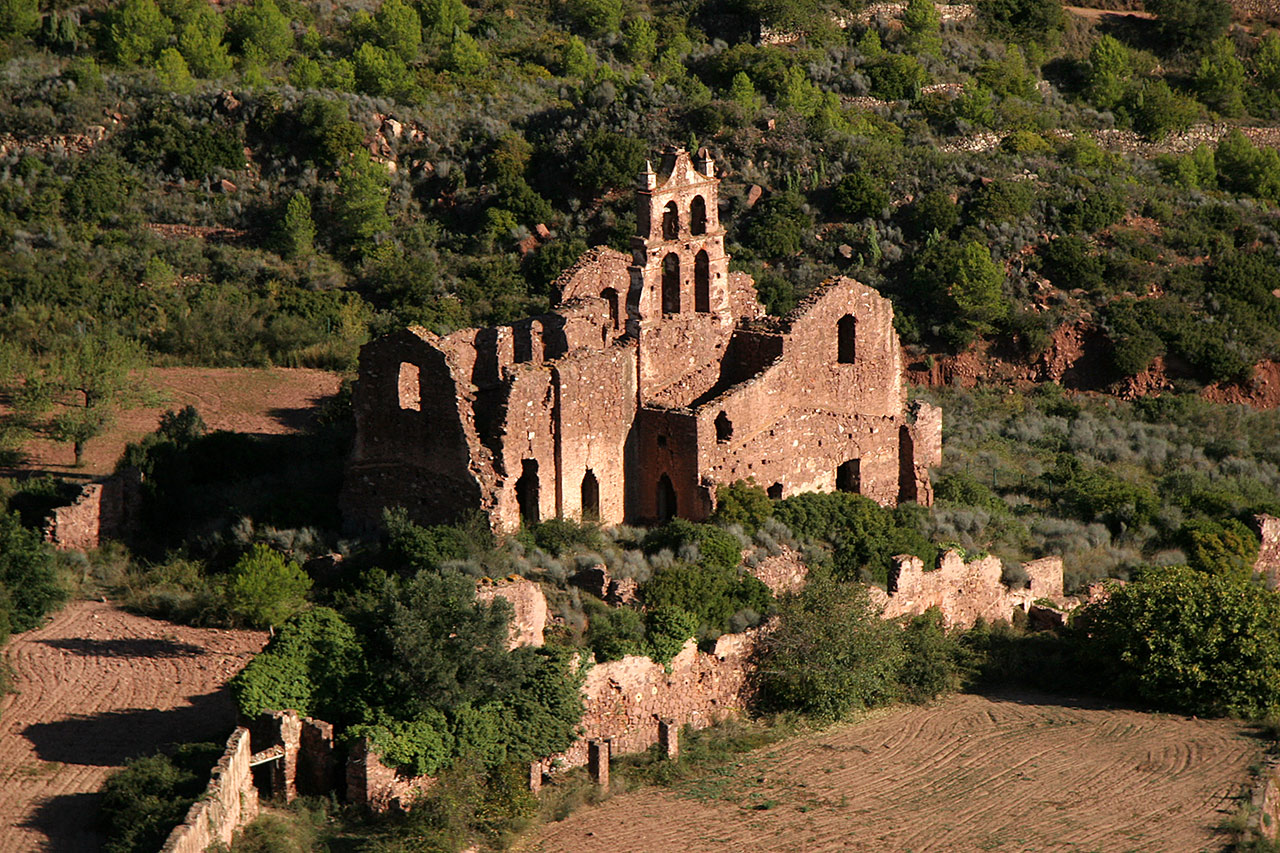
Monasterio carmelitano en ruinas. Desierto de las Palmas.

El licor Carmelitano es un licor de hierbas elaborado con uvas y más de treinta hierbas medicinales. Tiene un color entre anaranjado y dorado pálido y se comenzó a fabricar en el convento de los frailes Carmelitanos en el Desierto de las Palmas en las cercanías de Benicasim (Costa del Azahar, Valencia). Al desafectarse el convento el licor pasó a fabricarse en la ciudad de Benicasim. 

## Historia
Los frailes carmelitanos se establecieron en el paraje, entonces apenas conocido, del llamado Desierto de las Palmas. La comunidad aumentó al abrirse un noviciado para jóvenes. Buscando una salida a sus problemas económicos, la comunidad decidió emprender la fabricación de un licor destilado. Las primeras ventas se llevaron a cabo hacia el año 1896. Tras la desamortización, el convento quedó desafectado y la comunidad se deshizo. Los monjes decidieron pasar la fórmula de elaboración a una sociedad mercantil, que sigue los mismos procesos de fabricación de los frailes. En 1912 se realizó el traslado a las nuevas instalaciones. En el Desierto de las Palmas tan solo se conservan las ruinas del convento.